# Opius lippensi
Opius lippensi är en stekelart som beskrevs av Fischer 1968. Opius lippensi ingår i släktet Opius och familjen bracksteklar. Inga underarter finns listade i Catalogue of Life.